# ATP Challenger Tarzana
Der ATP Challenger Tarzana (offiziell: Singha Tennis Classic) war ein Tennisturnier, das zwischen 2001 und 2005 in Tarzana, einem Stadtteil von Los Angeles, stattfand. Es gehörte zur ATP Challenger Tour und wurde im Freien auf Hartplatz gespielt. Alex Bogomolow ist mit je einem Titel in Einzel und Doppel Rekordsieger des Turniers.

## Liste der Sieger

### Einzel
| Jahr                         | Sieger                | Finalgegner   | Ergebnis  |
| ---------------------------- | --------------------- | ------------- | --------- |
| 2005                         | Alex Bogomolow        | Thiago Alves  | 6:3, 6:2  |
| 2003–2004: nicht ausgetragen |                       |               |           |
| 2002                         | Eric Taino            | Brian Vahaly  | 6:2, 7:66 |
| 2001                         | Levar Harper-Griffith | Michael Joyce | 7:66, 6:3 |

### Doppel
| Jahr                         | Sieger                            | Finalgegner                 | Ergebnis        |
| ---------------------------- | --------------------------------- | --------------------------- | --------------- |
| 2005                         | Alex Bogomolow Travis Rettenmaier | Nathan Healey Robert Smeets | 6:73, 7:67, 6:3 |
| 2003–2004: nicht ausgetragen |                                   |                             |                 |
| 2002                         | George Bastl Neville Godwin       | Brandon Coupe Kevin Kim     | 6:3, 4:6, 6:3   |
| 2001                         | Zack Fleishman Michael Joyce      | Kyle Spencer Glenn Weiner   | 6:1, 5:7, 7:66  |